# Unionistas Socialistas (Siria)
Unionistas Socialistas (en árabe: الوحدويون الاشتراكيون; transliteración: Al-Wahdawiyyun Al-Ishtirakiyyun), es un partido político nasserista sirio. El partido se escindió del Partido Baaz Árabe Socialista en 1962, y posteriormente pasó a formar parte del Frente Nacional Progresista, que hasta 2012 fue la única aglomeración política permitida, y debía aceptar el liderazgo del Partido Baaz. Su líder actual es Fayiz Ismail.

## Resultados legislativos
| Consejo Popular de Siria |         |             |
| Año                      | Escaños | ±           |
| 1973                     | 1/250   | 3           |
| 1977                     | 3/250   | 2           |
| 1981                     | 8/250   | 5           |
| 1986                     | 8/250   | Sin cambios |
| 1990                     | 7/250   | 1           |
| 1994                     | 7/250   | Sin cambios |
| 1998                     | 7/250   | Sin cambios |
| 2003                     | 0/250   | 7           |
| 2007                     | 6/250   | 6           |
| 2012                     | 18/250  | 12          |
| 2016                     | 2/250   | 16          |